# Jorge González von Marées

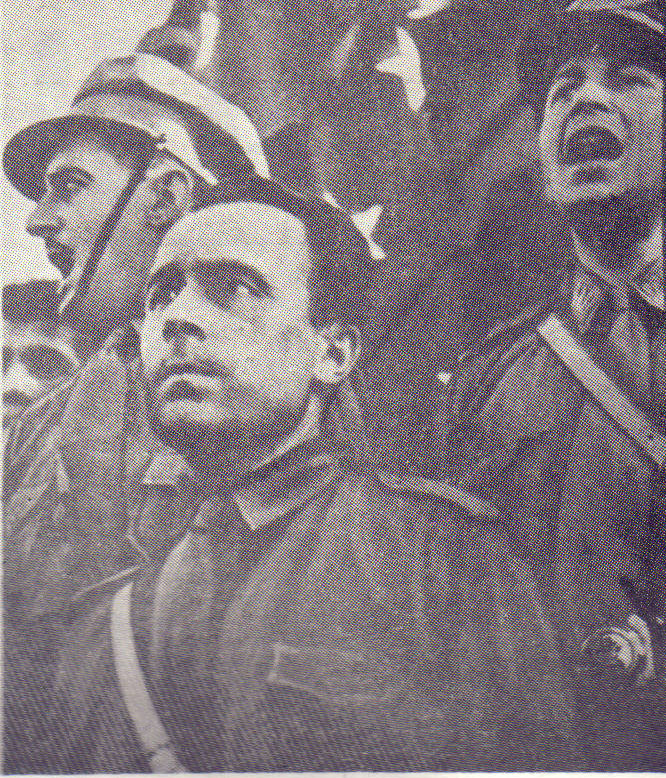
Jorge González von Marées

Jorge González von Marées (5 kwietnia 1900 - 14 marca 1962) był El Jefe (w języku hiszpańskim odpowiednik niemieckiego tytułu Führer) Narodowosocjalistycznego Ruchu Chile, politykiem i pisarzem.
Urodził się w Santiago, jego matka była Niemką. Ideologiczny wpływ na niego wywarł Oswald Spengler. 5 września 1938 założył Movimiento Nacional Socialista de Chile, sprzeciwiając się demokratyzmowi, amerykanizmowi i komunizmowi. Zorganizował 5 września 1938 roku nieudany zamach stanu, w czasie którego 62 młodych Nazistas zostało zastrzelonych przez policję. Von Marées został skazany na 20 lat więzienia, ale został ułaskawiony przez prezydenta Aguirre Cerda.